# Crocidura smithii
Crocidura smithii es una especie de musaraña (mamífero placentario de la familia Soricidae).

## Distribución geográfica
Se encuentra en África.